# C’mon Everybody
C’mon Everybody ist ein Rock-’n’-Roll-Song von Eddie Cochran und Jerry Capehart aus dem Jahr 1958, der ursprünglich als B-Seite des Titels Donʼt Ever Let Me Go auf Liberty Records veröffentlicht wurde.

## Hintergrund
Cochran nahm den Titel 1958 im Gold Star Studio in Hollywood auf.
Zeitgleich nahm Cochran eine alternative Version des Liedes mit geändertem Refrain auf, in der er die Textzeile „C’mon everybody“ durch „Let’s get together“ ersetzte. Diese Version wurde erst 1962 auf dem Kompilationsalbum Cherished Memories veröffentlicht.
Das Musikmagazin Rolling Stone wählte Cʼmon Everybody 2004 auf Platz 403 der größten Songs aller Zeiten.

## Besetzung
- Eddie Cochran – Gesang, Gitarre
- Connie „Guybo“ Smith – E-Bass
- Earl Palmer – Schlagzeug
- Ray Johnson – Piano
- Jerry Capehart – Tamburin

## Coverversionen
Die erfolgreichste Coverversion stammt von den Sex Pistols, die 1979 den dritten Platz der UK-Charts erreichte. Der Titel wurde weiterhin von Künstlern wie Vince Taylor (1961), Johnny Hallyday (1974), Alvin Stardust (1975), Shakin’ Stevens & Fumble (1979), Showaddywaddy (2002) und Cliff Richard (2009) gecovert. Peter Kraus nahm 2007 eine deutsche Version unter dem Titel Du bist der Wahnsinn auf. Die Plattform cover.info verzeichnete im August 2022 39 Versionen des Liedes, auf secondhandsongs.com waren 83 Versionen verzeichnet.

## Trivia
Der Titel wird wiederholt in Filmen wie Satisfaction (1988), Verrückte Weihnachten (2004) und Boys from County Hell (2020) verwendet.